# Kiriłł Orłowski
Kiriłł Prokofjewicz Orłowski (ros. Кири́лл Проко́фьевич Орло́вский, ur. 18 stycznia?/30 stycznia 1895 we wsi Myszkowicze w guberni mohylewskiej, zm. 13 stycznia 1968 tamże) – funkcjonariusz radzieckich organów bezpieczeństwa, dowódca partyzancki, Bohater Związku Radzieckiego (1943), Bohater Pracy Socjalistycznej (1958).

## Życiorys
Po ukończeniu szkoły w 1910 pracował w gospodarstwie ojca. W 1915 został powołany do rosyjskiej armii, był szeregowcem 251 zapasowego pułku piechoty w Moskwie, a w 1917 w plutonie saperów 65 pułku piechoty na Froncie Zachodnim, po rewolucji lutowej został dowódcą plutonu. Uczestnik I wojny światowej jako młodszy podoficer, pod koniec 1917 zdemobilizowany, od 1918 członek RKP(b), od czerwca 1918 uczestnik wojny domowej w Rosji jako bojec czerwonego oddziału partyzanckiego w guberni bobrujskiej, od grudnia 1918 do maja 1919 funkcjonariusz powiatowej Czeki w Orszy i gubernialnej Czeki w Bobrujsku. W 1920 ukończył moskiewskie kursy piechoty, w latach 1920-1935 był funkcjonariuszem Czeki/GPU/NKWD, w maju 1920 wraz z oddziałem przeszedł linię frontu radziecko-polskiego i do 1925 brał udział w tzw. „aktywnych operacjach bojowych” na terytorium Polski i Litwy, czyli w dywersyjnych działaniach bolszewickich przeciw władzom Polski i Litwy. W maju 1925 wrócił do ZSRR, w 1930 ukończył Komunistyczny Uniwersytet Mniejszości Narodowych Zachodu im. Juliana Marchlewskiego, następnie od maja 1930 pracował w Zarządzie GPU Białoruskiej SRR, był pełnomocnikiem Wydziału Specjalnego OGPU/NKWD 5 Korpusu Piechoty w Bobrujsku, zajmował się doborem kadr partyzanckich na wypadek wojny.
Od stycznia 1936 naczelnik odcinka na budowie kanału Wołga-Moskwa, od stycznia 1937 do stycznia 1938 uczestnik wojny domowej w Hiszpanii, dowódca grupy dywersyjno-wywiadowczej, po powrocie słuchacz kursów przy Wydziale Specjalnym NKWD ZSRR w Moskwie, od lutego 1939 do lipca 1940 pomocnik rektora Czkałowskiego Instytutu Rolniczego. Od lipca 1940 do marca 1941 funkcjonariusz Wydziału V GUGB NKWD ZSRR, od marca 1941 do marca 1942 delegowany służbowo do Chin pod przykrywką szefa grupy geologicznej, po powrocie do ZSRR skierowany do IV Zarządu NKWD ZSRR. Od października 1942 brał udział w wojnie z Niemcami, działał na tyłach wroga w Puszczy Białowieskiej, dowodził oddziałem specjalnego przeznaczenia „Sokoły” działającym w obwodzie baranowickim, który w 1943 liczył ponad 350 bojców. 17 lutego 1943 wraz z oddziałem „Sokoły” zorganizował udaną zasadzkę na generalnego komisarza miasta Baranowicze Friedricha Fenza, Gebietskommissara obwodu baranowickiego Friedricha Stiuhra i Obergruppenführera wojsk SS Ferdinanda Zachariasa, jednocześnie zdobywając dokumenty i broń; Orłowski został wówczas ciężko ranny. W sierpniu 1943 odwołany do Moskwy, następnie pracował w organach NKGB Białoruskiej SRR w stopniu podpułkownika bezpieczeństwa państwowego, w lipcu 1944 zwrócił się do Stalina z prośbą o mianowanie go przewodniczącym kołchozu, w grudniu 1944 został przeniesiony do rezerwy z powodu inwalidztwa. Od stycznia 1945 przewodniczący kołchozu „Rasswiet” w obwodzie mohylewskim, od 25 lutego 1956 do 17 października 1961 zastępca członka KC KPZR. Deputowany do Rady Najwyższej ZSRR od III do VII kadencji. Jego imieniem nazwano ulice wielu miast Białorusi i kołchoz.

## Odznaczenia
- Złota Gwiazda Bohatera Związku Radzieckiego (20 września 1943)
- Medal Sierp i Młot Bohatera Pracy Socjalistycznej (18 stycznia 1958)
- Order Lenina (pięciokrotnie - 13 listopada 1937, 20 września 1943, 30 grudnia 1948, 18 stycznia 1958 i 22 marca 1966)
- Order Czerwonego Sztandaru (30 kwietnia 1946)
- Order Czerwonego Sztandaru Białoruskiej SRR (1932)
- Medal „Za pracowniczą dzielność” (25 grudnia 1959)
- Medal Partyzantowi Wojny Ojczyźnianej I klasy (2 września 1943)

I medale.